# ブリヂストンレッドアローズ
ブリヂストンレッドアローズ（Bridgestone Red Arrows）は、2025年現在関東社会人リーグ2部Aに所属するブリヂストンのラグビーチーム。

## 概要
- ホームグラウンドは東京都小平市にあるブリヂストン小平グラウンド[2]。2017-2018シーズンまでブリヂストンラグビー部だった[3]。

## リーグ戦戦績
- 2012-2013 関東社会人リーグ2部Bグループ 5位（2勝4敗）
- 2013-2014 関東社会人リーグ2部Bグループ 5位（1勝4敗）
- 2014-2015 関東社会人リーグ2部Cグループ 3位（4勝2敗）
- 2015-2016 関東社会人リーグ2部Aグループ 2位（5勝1敗）
- 2016-2017 関東社会人リーグ2部Cグループ 3位（4勝2敗）
- 2017-2018 関東社会人リーグ2部Cグループ 優勝（5勝）、順位決定戦：3位、関東社会人リーグ1部昇格
- 2018-2019 関東社会人リーグ1部 6位（2勝5敗）
- 2019-2020 関東社会人リーグ1部 5位（3勝3敗1分）
- 2020-2021 リーグ戦中止
- 2021-2022 関東社会人リーグ1部 2位（2勝2敗）、トップイーストリーグ入替戦：敗戦、関東社会人リーグ1部残留
- 2022-2023 関東社会人リーグ1部 5位（4勝4敗）
- 2023-2024 関東社会人リーグ1部 7位（1勝6敗）
- 2024-2025 関東社会人リーグ1部 8位（2勝5敗）、入替戦：敗戦、関東社会人リーグ2部A降格